# Eva Marie
Natalie Marie Nelson née le 19 septembre 1984 à Walnut Creek est une mannequin et catcheuse américaine. Elle a notamment travaillé à la  World Wrestling Entertainment (WWE) sous le nom d'Eva Marie.
En 2013, Natalie signe un contrat avec la WWE, et a été affecté au WWE Performance Center pour commencer sa formation. En juillet 2013, Nelson a fait partie du Main Roster de la WWE et plus tard dans le mois elle devient le valet des Bella Twins. De 2013 à 2016 , elle est une des membres du casting de l'émission de télé-réalité Total Divas.

## Jeunesse
Nelson grandit à Concord en Californie et elle a trois frères ainés. Sa mère est mexicaine et son père est italien. Elle est diplômée en business et management des ressources humaines à l'Université d'État de Californie et, en parallèle à ses études, elle joue au football et a été All-American. Après ses études, elle se lance dans le body fitness. En 2014, elle épouse Jonathan Coyle, un spécialiste dans le body fitness.

## Carrière

### World Wrestling Entertainment (2013-2017)

#### Débuts dans le roster principal (2013-2015)
En 2013, Eva Marie signe un contrat à la WWE et sera envoyée à Orlando en Floride au Performance Center pour commencer ses entrainements. En mai, elle rejoint le casting de la nouvelle télé réalité Total Divas en production avec la WWE et la chaine E!.
Elle fait ses débuts dans le roster principal le 1er juillet à RAW lors d'un segment en coulisses avec les autres membres du casting de Total Divas.
Le 18 août lors du Summerslam Axxess, elle perd avec Brie Bella contre Natalya et Maria Menounos. Au fil des semaines, elle effectuera un face turn.
Lors de Survivor Series, elle est dans l'équipe Total Divas qui bat l'équipe True Divas.
Le 6 avril 2014 lors de Wrestlemania XXX, elle combat dans le "Vickie Guerrero Invitational Match" où toutes les divas s'affrontent pour le WWE Divas Championship mais ça sera AJ Lee qui gagnera et conservera son titre.
Le 8 juillet à Main Event, elle effectue un heel turn en gagnant avec Natalya, Rosa Mendes, Naomi et Summer Rae contre Nikki Bella, match imposé par Stéphanie McMahon. Par la suite elle s'absente pendant plusieurs mois à cause de problèmes de santé.
Elle fait son retour le 9 mars 2015 à RAW en accompagnant Summer Rae pour son match face à AJ Lee.

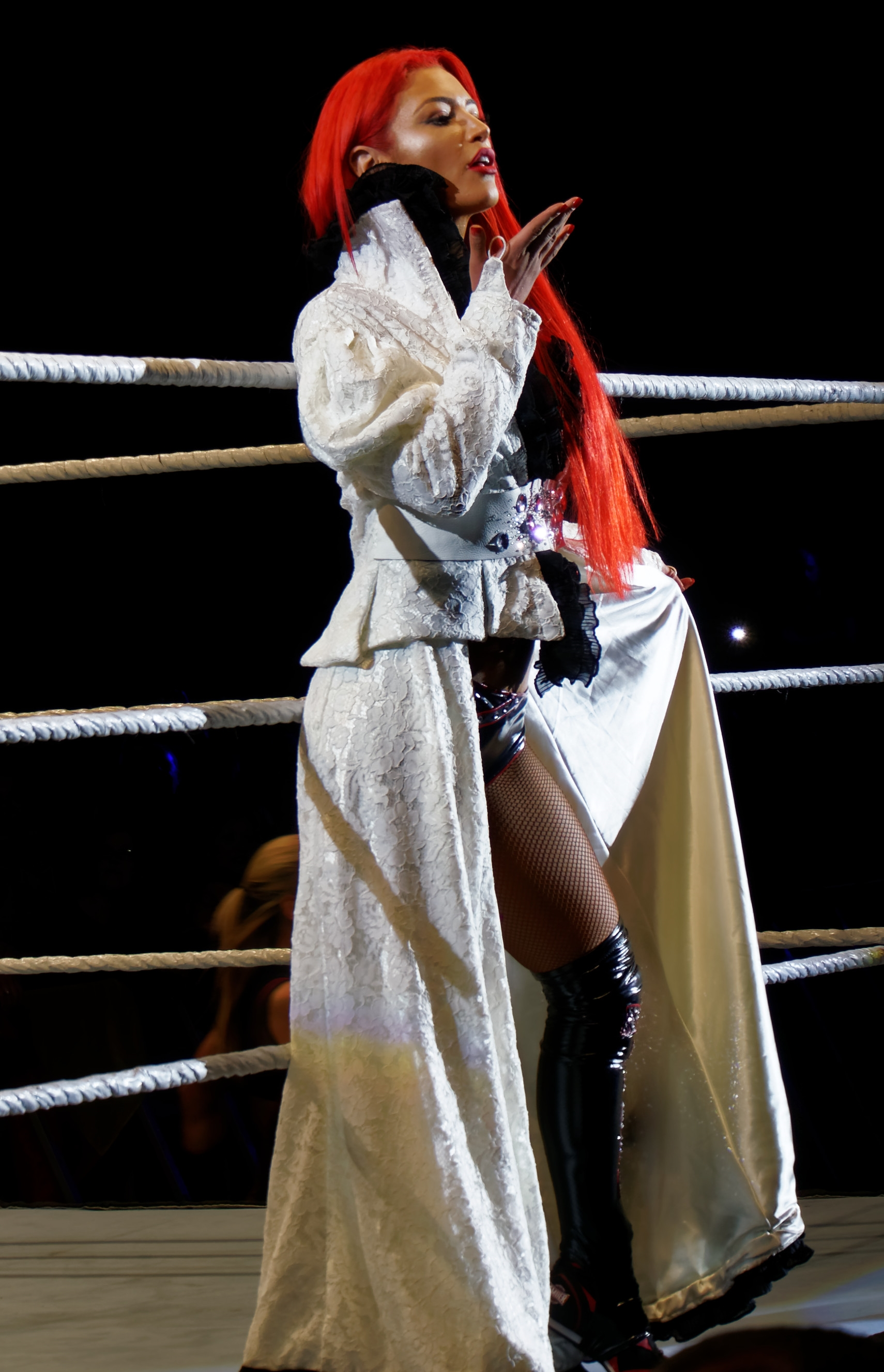
Eva Marie en avril 2016, dans son gimmick All-Red Everything.

#### WWE NXT (2015-2016)
Depuis mars 2015, elle s’entraîne aux côtés de The Brian Kendrick puis est envoyée à NXT où elle bat Peyton Royce pour son premier match dans le centre de développement le 22 juillet.
Lors de NXT Takeover: Brooklyn, elle bat Carmella par tombée. Marie poursuit sa série de victoires, en battant Billie Kay, Carmella, et Liv Morgan. Le 18 novembre à la NXT, Marie défie Bayley à un match pour le NXT Women's Championship, dont elle a reçu une semaine plus tard, mais n'a pas réussi à gagner le championnat, malgré l'interférence de son alliée Nia Jax et l'arbitre Charles Robinson,.
Le 13 janvier 2016, elle participe à une battle royal, qui est remportée par Carmella.
Le 27 avril, elle perd face à Asuka pour son dernier match à la NXT.

#### Retour dans le roster principal, draft àSmackDownet départ (2016-2017)
Eva Marie fait une apparition le 28 mars à RAW, en tant que face, et se joint à l'équipe de Brie Bella, Natalya, Paige, et Alicia Fox (Team Total Divas) face à Naomi, Tamina, Summer Rae, Emma, et Lana (Team B.A.D & Blonde).
Lors de WrestleMania 32, l'équipe Total Divas batt la Team B.A.D & Blonde.
Le 19 juillet, elle est draftée à  SmackDown Live. Elle fait sa première apparition à SmackDown la semaine suivante en tant que heel.
Le 4 août 2017, soit près d'un an après sa dernière apparition sur les écrans, elle annonce qu'elle n'est plus engagée au sein de la WWE.

### Retour à laWorld Wrestling Entertainmentet renvoi (2021)
Le 14 juin 2021 à RAW, elle effectue son retour, accompagnée de Doudrop, qui bat Naomi à sa place. Après le combat, elle s'autoproclame gagnante du match. La semaine suivante à RAW, Doudrop et elle perdent face à Asuka et Naomi, ne se qualifiant pas pour le Women's Money in the Bank Ladder Match à Money in the Bank. Le 21 août à SummerSlam, elle perd face à Alexa Bliss.
Le 4 novembre 2021 elle fait partie d'une liste de plusieurs catcheurs renvoyés.

## Filmographie

### Cinéma
- 2017 : Obsession : Linda
- 2020 : Open Source de Matt Eskandari (en) : Sasha Zindel

Prochainement : The Marine 7 Reloaded de Clayton Haugen : Sonia Nelson